# Ovidiu Stîngă
Ovidiu Stîngă, född 5 december 1972, är en rumänsk fotbollstränare och före detta professionell fotbollsspelare som spelade som central mittfältare för fotbollsklubbarna Universitatea Craiova, IELIF Craiova, Salamanca, PSV Eindhoven, Dinamo București och Helmond Sport mellan 1990 och 2007. Han vann en rumänsk cup (1992-1993) med Universitatea Craiova, två Eredivisie (1996-1997 och 1999-2000) och tre Johan Cruijff Schaal (1997, 1998 och 2000) med PSV Eindhoven samt en Liga I med Dinamo București för 2001-2002. Stîngă spelade också 24 landslagsmatcher för det rumänska fotbollslandslaget mellan 1993 och 1998.
Efter den aktiva spelarkarriären har han varit tränare för Universitatea Craiova, Rumänien U18 och Rumänien U19.